# Alipio Bayona Bengoa
Alipio Bayona Bengoa fue un político peruano. 
Fue elegido diputado por el departamento del Cusco en 1956 con 1121 votos en las Elecciones de 1956 en los que salió elegido por segunda vez Manuel Prado Ugarteche. Durante su gestión impulsó la creación del colegio Tomasa Tito Condemayta en la provincia de Acomayo mediante la aprobación de la Ley N° 13671.